# Ɱ
Ɱ, ɱ (M с крюком) — буква расширенной латиницы. Её строчная форма используется в МФА для обозначения губно-зубного носового согласного.
В Американской фонетической транскрипции строчная форма ɱ обозначает губно-зубной носовой согласный, а заглавная Ɱ — глухой губно-зубной носовой согласный (МФА: [ɱ̊]).